# 派勒特芒德鎮區 (明尼蘇達州菲爾莫爾縣)
派勒特芒德鎮區（英語：Pilot Mound Township）是位於美國明尼蘇達州菲爾莫爾縣的一個行政鎮區。

## 歷史
派勒特芒德鎮區於1858年成立，得名自早期探險家在當地留下的地標

## 地方資料
派勒特芒德鎮區的面積為88.80平方千米，當中陸地面積為88.67平方千米，而水域面積為0.12平方千米。根據2020年美國人口普查的數據，當地共有人口368人，而人口密度為每平方千米4.14人。